# Ernst Estlander
Ernst Henrik Estlander, född 18 september 1870, död 5 februari 1949, var en finländsk politiker och jurist. Han var son till Jakob August Estlander och bror till Gustaf Estlander.
Estlander blev juris doktor i Helsingfors 1900 med avhandlingen Bidrag till en undersökning om klander å lösöre enligt äldre svensk rätt. Han blev docent i rättshistoria 1902 och extra ordinarie professor 1908. Bland Estlanders rättsvetenskapliga avhandlingar märks Undersökning af bedrägeribrottets kännetecken och begrepp enligt finsk straffrätt (1901) och Grunden för bevisvitsordet i landskapslagarnas straffprocess (1908). 
Estlander tog livlig del i det politiska arbetet i Finland. Under ståndslantdagarna var han aktivt verksam inom ridderskapet och adeln från 1897 och invaldes i enkammaren 1907, som han sedan med kortare avbrott tillhörde. Som politiker höll Estlander stängt fast vid de rättsliga grundsatserna, vilket under ryska tiden 1904 ådrog honom förvisning till Ryssland. Inom Svenska folkpartiet var Estlander en av de ledande krafterna. Han fungerade som ordförande för riksdagsgruppen, från det Finland blev självständigt fram till 1924. I olika utskott i riksdagen samt i riksrätten var Estlander träget anlitad. Han var även representant för Åland i den så kallade Ålandsdelegationen.